# Grundy (Virginia)
Grundy ist eine Stadt im Buchanan County im US-Bundesstaat Virginia und ist zugleich County Seat. Benannt ist sie nach dem ehemaligen Justizminister Felix Grundy. Das U.S. Census Bureau hat bei der Volkszählung 2020 eine Einwohnerzahl von 875 ermittelt.
Die Stadt ist berühmt für ihre Bildungsinstitutionen und die daraus resultierende ökonomische Wiederauferstehung der Region. 
Im Sezessionskrieg diente die damalige Ortschaft als Haltestelle für die Truppen der Nordstaaten auf dem Weg in die Schlacht von Saltville.

## Söhne und Töchter der Stadt
- Beverly Perdue (* 1947), Politikerin, Gouverneurin von North Carolina 2009–2013
- Arthur Byron Cover (* 1950), Science-Fiction-Autor
- Jayma Mays (* 1979), Schauspielerin